# Willy Pfeiffer

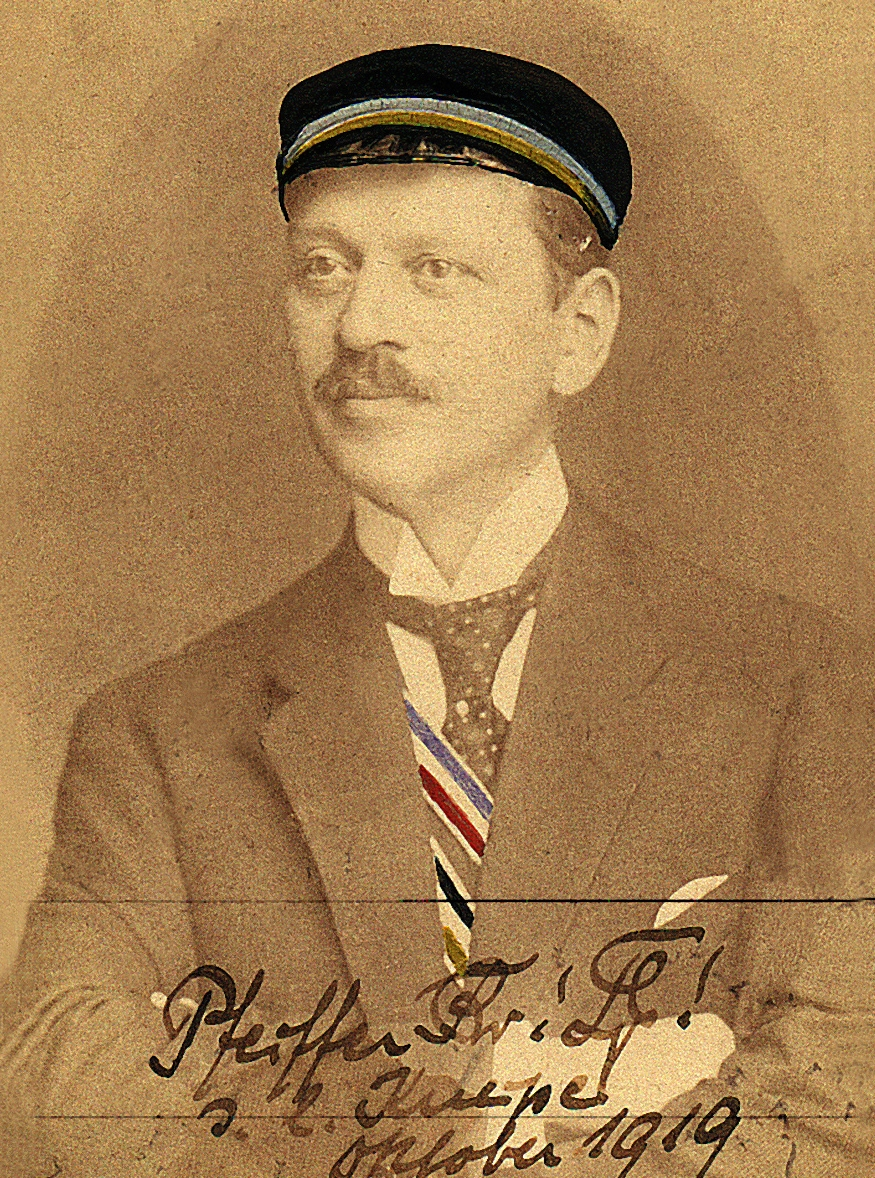
Willy Pfeiffer (1919)

Willy Pfeiffer (* 29. Juli 1879 in Stuttgart; † 1. Oktober 1937 in Frankfurt am Main) war ein deutscher a.o. Professor für Hals-Nasen-Ohren-Heilkunde im Universitätsklinikum Frankfurt.

## Leben
Pfeiffer studierte zunächst vier Semester Medizin an der Eberhard Karls Universität. 1898 wurde er im Corps Rhenania Tübingen recipiert. Danach studierte je ein Semester in Erlangen und Kiel, bevor er wieder nach Tübingen zurückkehrte und dort sein Studium 1903 mit der Promotion zum Dr. med. abschloss. Von 1903 bis 1911 war er Assistent bei Spieß an der Universitätsklinik in Frankfurt am Main und betrieb mit diesem auch eine Privatpraxis. 1917 habilitierte er sich. Er wurde zum Leiter der Poliklinik für Hals- und Nasenleiden im Universitätsklinikum Frankfurt ernannt und erhielt ein Extraordinariat. In seiner Frankfurter Zeit war er 1919 maßgeblich an der Rekonstitution des aus Prag vertriebenen Corps Austria beteiligt. Als Rekonstitutionsphilister erhielt er das Austrianerband. Er erlag 1937 einer Sepsis, die er sich bei einer Operation zugezogen hatte.

## Werke
- Zur Symptomatologie der chronisch verlaufenden Hör- und Gleichgewichtsstörungen bei Mumps, in European Archives of Oto-Rhino-Laryngology, Volume 122, Numbers 1–4 / März 1929, S. 247–260
- Zur Klinik der Stenosen der tieferen Luftwege durch gutartige Tumoren, in: European Archives of Oto-Rhino-Laryngology 122 (1929), S. 260–270